# Rhampsinitus fuscinatus
Rhampsinitus fuscinatus is een hooiwagen uit de familie echte hooiwagens (Phalangiidae).